# Друговиж
Друговиж — бывшая деревня (урочище) на территории Октябрьского сельсовета Крупского района Минской области Республики Беларусь.

## История
Во время войны 1812 года деревня Дороговиж, принадлежавшая Викентию Гзовскому, была разорена наряду с соседними поселениями. В 1910 году упоминается как застенок Друговиж в составе Лисичинской волости Сенненского уезда Могилевской губернии. Застенок принадлежал гражданину Сыченикову, относился к Черейскому римско-католическому приходу.
С 1924 года в составе Черейского района Борисовского округа, а с 1927 года — Оршанского округа. После упразднения Черейского района в 1931 году в составе Крупского района. В феврале 1935 года деревня передана в состав вновь созданного Холопеничского района. В начале 1941 года 12 хозяйств были переселены в деревню Гузовино, после чего деревня прекратила существование.

## Население
- 1910 год — 3 дома, 13 жителей[3].
- 1926 год — 10 домов, 59 жителей[5].